# Palaeorhiza eximia
Palaeorhiza eximia är en biart som först beskrevs av Smith 1861.  Palaeorhiza eximia ingår i släktet Palaeorhiza och familjen korttungebin. Inga underarter finns listade i Catalogue of Life.